# Hans Wilbrandt
Hans Wilbrandt (geboren 4. Januar 1903 in Berlin; gestorben 12. Februar 1988 in Bad Godesberg) war ein deutscher Agrarwissenschaftler. Während der Zeit des Nationalsozialismus emigrierte er in die Türkei und war dort Kontaktperson der amerikanischen Regierung zum Kreisauer Kreis. Nach dem Zweiten Weltkrieg spielte er eine Rolle bei der Entstehung der agrarwissenschaftlichen Entwicklungszusammenarbeit in Deutschland.

## Zeit bis 1933
Wilbrandt war Sohn des Nationalökonomen Robert Wilbrandt und Enkel des Direktors des Wiener Burgtheaters Adolf Wilbrandt. Sein jüngerer Bruder Walther Wilbrandt war als Pharmakologe an der Universität Bern tätig.
Er studierte in Göttingen und Berlin das Fach Agrarwissenschaften. Danach war er zunächst Mitarbeiter für agrarpolitische Fragen an der Forschungsstelle für Wirtschaftspolitik in Berlin. Wilbrandt promovierte 1930 an der landwirtschaftlichen Hochschule in Berlin bei Professor Friedrich Aereboe. Danach war er wissenschaftlicher Mitarbeiter, Privatdozent und stellvertretender Leiter des Instituts für landwirtschaftliche Marktforschung der landwirtschaftlichen Hochschule.

## Emigration
Nach dem Beginn der nationalsozialistischen Herrschaft wurde er aus rassischen und politischen Gründen nach dem Gesetz zur Wiederherstellung des Berufsbeamtentums aus dem Hochschuldienst entlassen. Wilbrandt emigrierte 1934 in die Türkei. Er arbeitete dort als Berater der Regierung und Sachverständiger in landwirtschaftlichen Fragen. Insbesondere beriet er die Regierung beim Aufbau eines landwirtschaftlichen Genossenschaftswesens. Nach der politisch bedingten Entlassung war er ab 1940 bis 1952 in der türkischen Privatwirtschaft tätig.
In der Türkei stand er in Kontakt mit dem US-amerikanischen Geheimdienst OSS und war mit Alexander Rüstow, Ernst Reuter und anderen Mitglied des antinationalsozialistischen Deutschen Freiheitsbundes. Während des Zweiten Weltkrieges war er eine der Kontaktpersonen der amerikanischen Regierung zum Kreisauer Kreis. 1943 kam Helmuth James Graf von Moltke in die Türkei und besuchte den ihm aus früheren Zeiten bekannten Wilbrandt. Diesem und Rüstow übergab Moltke eine Denkschrift, die militärische Informationen, die Lage in Deutschland, aber auch einen Bericht über den Aufstand im Warschauer Ghetto enthielt. Nach der Abreise Moltkes verfassten Rüstow und Wilbrandt einen Bericht, der angeblich auch bis zu Präsident Franklin D. Roosevelt gelangt sein soll. Darin wird eine Zusammenarbeit des deutschen Widerstandes mit den Westmächten vorgeschlagen, um eine befürchtete Bolschewisierung Deutschlands zu verhindern. Die Witwe Moltkes Freya von Moltke hat später angegeben, dass diese Denkschrift nur „mit Vorbehalt“ die Ansichten Moltkes wiedergebe.
Unmittelbar nach dem Krieg hat Wilbrandt unter anderem eng mit Ernst Reuter bei der internationalen Flüchtlingshilfe in der Türkei zusammengearbeitet.

## Agrarwissenschaftliche Entwicklungszusammenarbeit
Er kehrte 1953 nach Deutschland zurück. Zunächst war er wissenschaftlicher Mitarbeiter am Institut für Weltwirtschaft und bei der FAO. Dabei tat er sich 1957 als Berater der Regierung von Afghanistan mit einem landwirtschaftlichen Entwicklungsgutachten hervor. Im Jahr 1959 war Wilbrandt als Professor Gründungsdirektor des Instituts für ausländische Landwirtschaft an der Technischen Hochschule Berlin. Er war 1962 Begründer der „Zeitschrift für ausländische Landwirtschaft.“ Diese firmiert seit dem Jahr 2000 als „Quarterly Journal of International Agricultur.“ Im Jahr 1963 wechselte er nach Göttingen und war dort Gründer des Instituts für ausländische Landwirtschaft.
Darüber hinaus war er im Auftrag der Bundesregierung und internationaler Organisationen als Gutachter tätig. So kam es beispielsweise zu Beginn der 1960er Jahre zur Zusammenarbeit mehrerer weltwirtschaftlicher Forschungsinstitute in Fragen der Entwicklungspolitik. Dabei war das Institut von Wilbrandt für Afrika zuständig. Er war 1961 Sprecher einer hochrangigen deutschen Wirtschafts- und Beraterdelegation in Kenia und anderen Ländern. Er bot 1962 als erster in seinem Institut spezifische Seminare für agrarische Entwicklungshilfe an.
Er war ab 1954 außerdem zeitweise Geschäftsführer der Deutsch-Türkischen Gesellschaft.

## Veröffentlichungen (Auswahl)
- Agrarkrise und Rationalisierung, 1930
- Das deutsche Agrarproblem, 1933
- Lösung der türkischen Außenhandelskrise durch steigenden Agrarexport, 1944
- Die Regulierung des Milchmarktes in der Schweiz, 1954